# 弗摩爾
弗摩爾族（英語：Fomorians/Fomori，古愛爾蘭語：Fomóire，現代愛爾蘭語：Fomhóraigh/Fomóraigh），是凱爾特神話中一支為巨人組成的部族。如同希臘神話中的泰坦巨人，祂們所代表的是混亂和自然的元素，和其之後所敵對達南神族(Tuatha Dé Danann)擁有神格文明恰好相反。弗摩爾族是早期登陸愛爾蘭的一之部族，而和其後才來到的費爾博格(Fir Bogl)一族達成結盟和平共處，但被後來登陸的達南神族將弗摩爾族消滅。傳說弗摩爾族的後裔，變為妖精隱居在愛爾蘭。

## 傳說

### 弗摩爾族首領
錫赫(Cichol):凱爾特神話中，弗摩爾最早的首領。
巴羅爾（Balor）:弗摩爾（Fomor）之王，凱爾特神話中的惡神。與愛爾蘭的達南神族展開戰爭，最後被其後裔太陽神魯格（Lugh）所擊敗。